# 杣場川

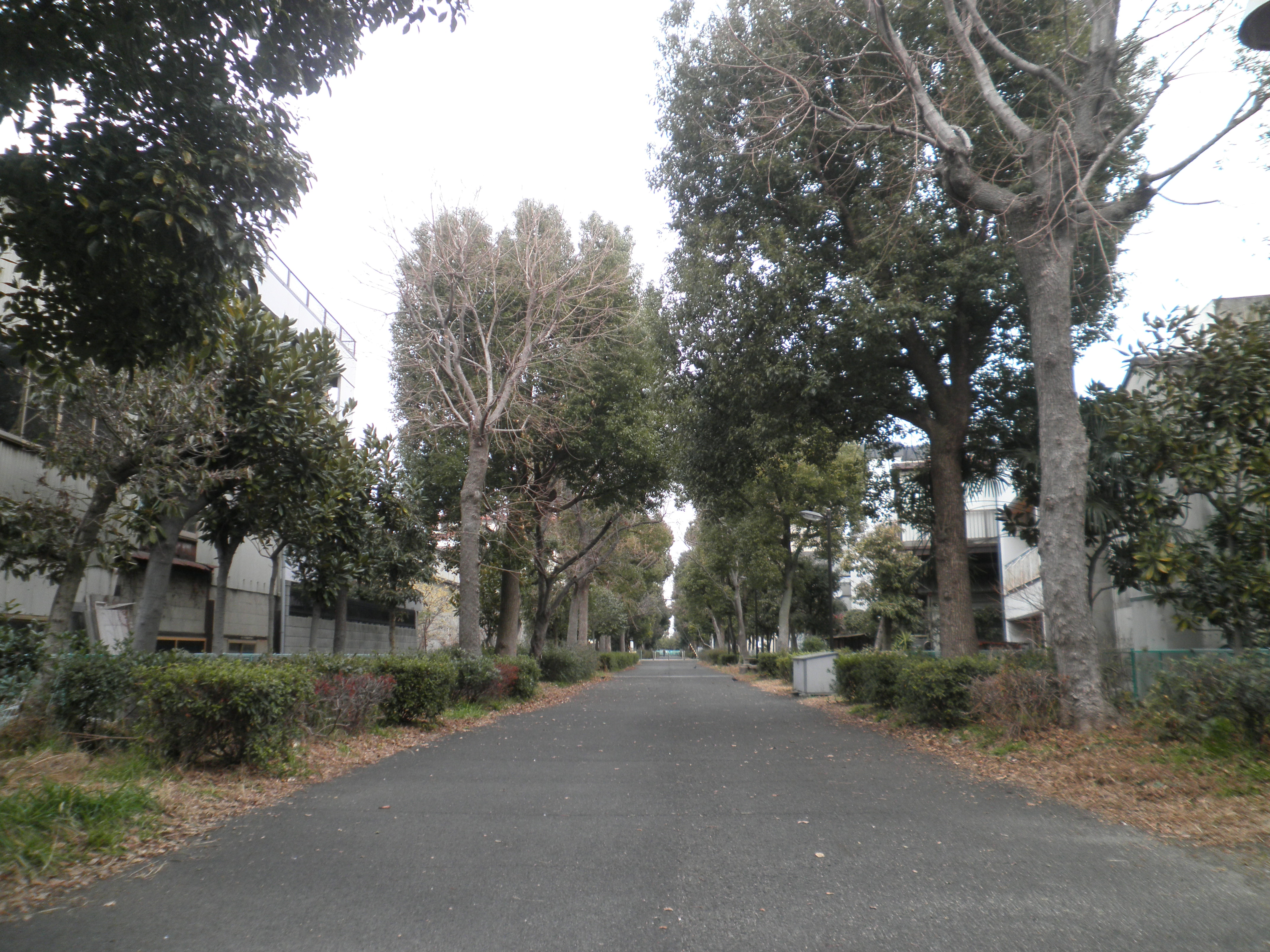
杣場川上の緑道

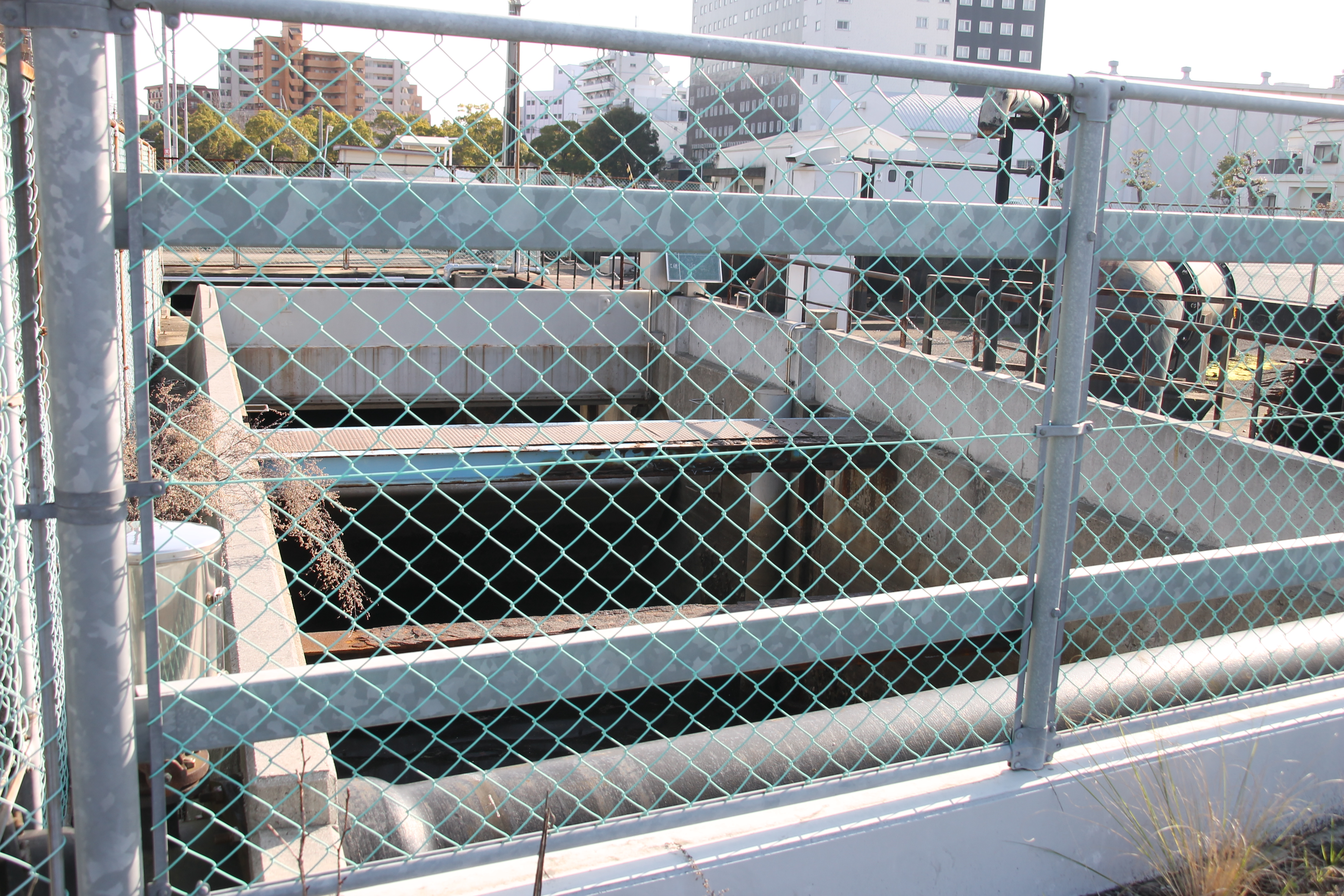
河口近くの瀬戸大橋通り南側で地上に出る杣場川

杣場川（せんばがわ）は、香川県高松市を流れる川。
高度成長期に水質汚染が進んだため、現在ではごく一部（河口付近と高松琴平電気鉄道志度線が今橋駅構内でまたぐ付近）を除いて暗渠となっている。杣場川公園や杣場川駐車場の名前が有名であり、市民の大切な憩いの場所として親しまれている。